# Lynnwood
Lynnwood ist eine Stadt im Snohomish County im US-Bundesstaat Washington mit 38.568 Einwohnern (Stand: Volkszählung 2020) auf einer Fläche von 25,97 km².
Der erste nichtindianische Besiedler im Gebiet des heutigen Lynnwood war der schottische Steinmetz Duncan Hunter, der um 1890 ein Haus baute. Weitere Siedler folgten und 1895 wurde die erste Schule gebaut. Forstwirtschaft und Landwirtschaft gehörten lange Zeit zu den wichtigsten Einkommensquellen der Gegend. Im Jahr 1959 wurde dann die Stadt Lynnwood auf 7,7 km² mit 6000 Einwohnern gegründet. Die Stadt wuchs mit dem Anschluss weiterer Gebiete.
In Lynnwood steht die 1979 eröffnete Alderwood Mall, eins der größten Einkaufszentren des Snohomish County. 

## Söhne und Töchter der Stadt
- Randy Couture (* 1963), Kampfsportler und Schauspieler
- Tom McGrath (* 1964), Animator, Drehbuchautor, Regisseur und Synchronsprecher
- Myles Gaskin (* 1997), American-Football-Spieler